# Добеле
Добеле (произношение) (на латвийски: Dobele) е град в западна Латвия, намиращ се в историческата област Земгале. Градът е административен център на район Добеле.

## История
За първи път Добеле е споменат от исторически източник през 1254, въпреки че по това време на мястото на града има само дървена крепост, която по време на Ливонската война (1558-1583) е унищожена. Впоследствие на същото място е построен каменен замък, около който започват да се заселват хора. Останките от този замък са все още видими, а дори се работи по-възстановяването му. Най-старата църква в града е построена още през 1495. Твърдината бързо се превръща в център за търговците и през 17 век по време на управлението на херцога на Курландия Якоб Кетлер в града вече има вятърна мелница, дъскорезница, тепавица, както и цех за олио.
През 1929 железопътната линия Йелгава-Лиепая е разкрита и градът става важна спирка по това направление. Разкриването на гара в Добеле позволява на града да се разширява и икономически стабилно да се развива. В последните десетилетия Добеле се е превърнал в център на индустрията в централна западна Латвия, защото все повече предприятия се развиват в града и изнасят продукция си не само в цяла Латвия, но и за други страни.

## Население
През 2006 при последното преброяване Добеле е имал постоянно население от 10 827 души. Етническата структура на населението е както следва:
- Латвийци – 75,5%
- Руснаци – 14%
- Беларуси – 3,3%
- Литовци – 2,3%
- Украинци – 1,8%
- Поляци – 1,5%
- Други – 1,6%

## Култура и образование
Добеле както и други латвийски градове обръща изключително голямо внимание на образованието. В града има 5 основни училища, 4 детски градини, една гимназия, едно музикално училище, училище по изкуствата, образователен център за възрастни и младежки център.
Културата е фундамент на туризма в Добеле. Освен ежегодните събития в града, различни организации, както и общината организират множество мероприятия и културни събития. Посетители от цялата страна и чужбина посещават множеството културни събития в града. Градът активно развива туризма и чрез множеството забележителности сред които старата част на града, лутеранската църква и останките от средновековния замък.

## Известни личности
- Виктор Шчербатис – олимпийски медалист по вдигане на тежести
- Алексей Кудрин – руски политик
- Лаурис Реиникс – изключително популярен в Латвия музикант и актьор